# Медяна (Краснооктябрський район)
Медяна (рос. Медяна) — село в Краснооктябрському районі Нижньогородської області Російської Федерації.
Населення становить 463 особи. Входить до складу муніципального утворення Краснооктябрський округ.

## Історія
До травня 2022 року входило до складу муніципального утворення Медянська сільрада.

## Населення
| 2002 | 2010 | 2012 | 2013 | 2014 | 2015 | 2016 |
| ---- | ---- | ---- | ---- | ---- | ---- | ---- |
| 723  | ↘609 | ↘584 | ↘575 | ↘554 | ↘550 | ↘536 |
| 2017 |      |      |      |      |      |      |
| ↘520 |      |      |      |      |      |      |